# Tarskij rajon
Il Tarskij rajon (in russo Тарский район?) è un rajon dell'Oblast' di Omsk, nella Russia asiatica; il capoluogo è Tara. Istituito nel 1924, ricopre una superficie di 15.700 chilometri quadrati e consta di una popolazione di circa 20.000 abitanti.